# Nun komm, der Heiden Heiland, BWV 62

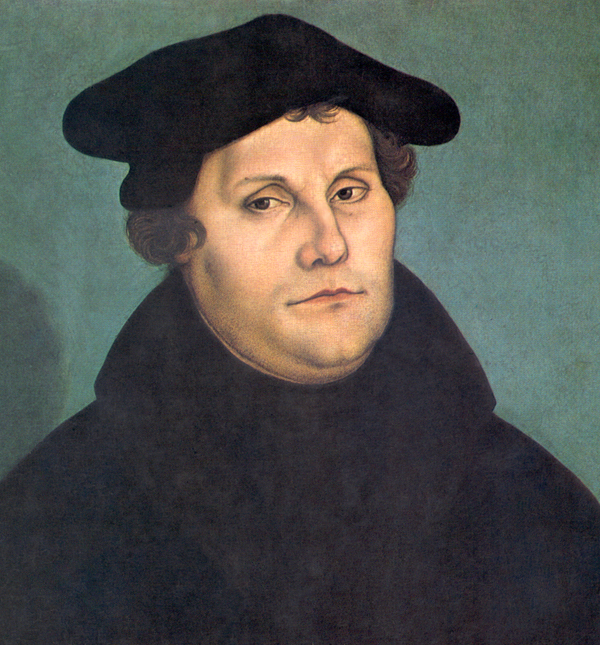
Martín Lutero, autor del himno (retratado por Lucas Cranach el Viejo).

Nun komm, der Heiden Heiland, BWV 62 (Ven ahora, Salvador de los gentiles) es una cantata de iglesia escrita por Johann Sebastian Bach en Leipzig para el primer domingo de Adviento y estrenada el 3 de diciembre de 1724.

## Historia
Bach compuso esta obra durante su segundo año como Thomaskantor en Leipzig para el primer domingo de Adviento. Forma parte de su tercer ciclo anual de cantatas. La cantata fue interpretada por primera vez el 3 de diciembre de 1724. Se interpretó de nuevo en 1736, añadiendo un parte para violone en todos los movimientos, después de que Thomasschule hubiese adquirido un instrumento en una subasta en 1735. Asimismo, el sucesor de Bach, Johann Friedrich Doles interpretó la cantata después de la muerte de Bach.

## Análisis

### Texto
Las lecturas establecidas para ese día eran de la epístola a los romanos, "ahora nuestra salvación está más cerca …  la noche está avanzada, el día llegará» (Romanos 13:11-14), y del evangelio según San Mateo, la entrada en Jerusalén (Mateo 21:1-9).
La cantata se basa en el coral en ocho estrofas "Nun komm, der Heiden Heiland» de Martín Lutero. Se trata del himno número uno para empezar el año litúrgico en todos los himnarios luteranos. El poeta desconocido mantuvo la primera y última estrofas, las estrofas 2 y 3 parafraseadas en un aria, las estrofas 4 y 5 en un recitativo, el resto de estrofas en un aria y un recitativo a dúo.

### Instrumentación
La obra está escrita para cuatro voces solistas (soprano, alto, tenor y bajo), un coro a cuatro voces; trompa natural, dos oboes, dos violines, viola y bajo continuo. La trompa natural solamente se utiliza para sostener la melodía del coral.

### Estructura
Consta de seis movimientos.
1. Coral: Nun komm, der Heiden Heiland
2. Aria (tenor): Bewundert, o Menschen, dies große Geheimnis
3. Recitativo (bajo): So geht aus Gottes Herrlichkeit und Thron
4. Aria: Streite, siege, starker Held!
5. Recitativo (soprano, alto): Wir ehren diese Herrlichkeit
6. Coral: Lob sei Gott dem Vater ton

La melodía del antiguo himno está formada por cuatro líneas, siendo la última igual a la primera. El ritornello instrumental del coro inicial cita esta línea, primero en el continuo, después ligeramente en ritmo diferente en los oboes. Además de estas citas, la orquesta toca un concierto libro con los oboes presentando el tema, mientras el primer violín toca la figuración. El ritornello aparece acortado tres veces para separar las líneas del texto y completos al final. La soprano canta el cantus firmus en largas notas, mientras las voces bajas preparan cada entrada en imitación. Alfred Dürr sugiere que Bach se inspiró en el festivo arreglo en compás de 6/4 para la entrada en Jerusalén. Christoph Wolff subraya que la instrumentación es sencilla porque el Adviento era una «temporada de abstinencia». La música sacra estaba permitida en Leipzig únicamente el primer domingo de Adviento. John Eliot Gardiner observa con respecto a las tres cantatas para esta ocasión que se han conservado, esta cantata, junto con Nun komm, der Heiden Heiland, BWV 61 y Schwingt freudig euch empor, BWV 36, que todas abordan el himno luterano y «muestran un sentimiento de emoción por el inicio de la temporada de Adviento. Esto se deduce tanto de las cualidades inherentes de la propia melodía coral, como del lugar central que otorga Bach a las palabras de Lutero.»
La primera aria trata sobre el misterio del «el Soberano Supremo aparece antel el mundo,... la pureza será totalmente intachable» en ritmo siciliano y el acompañamiento de la cuerda, doblada por los oboes en las secciones de tutti. En gran contraste, la segunda aria subraya la lucha, «Lucha, conquista, poderoso héroe!», en una línea de continuo. En una versión posterior es doblado por las cuerdas más agudas. Gardiner considera su «carácter pomposo, combativo» como un boceto para el aria «Großer Herr und starker König» (#8) de la primera parte del Oratorio de Navidad de Bach. El recitativo a dúo expresa agradecimiento, «Honramos esta gloria», íntimamente acompañado por la cuerda. La estrofa final es un arreglo a cuatro voces.

## Discografía selecta
De esta pieza se han realizado una serie de grabaciones entre las que destacan las siguientes.
- 1967 – Cantatas. Erhard Mauersberger, Thomanerchor, Gewandhausorchester, Adele Stolte, Gerda Schriever, Peter Schreier, Theo Adam (Eterna)
- 1977 – J.S. Bach: Das Kantatenwerk Vol. 4. Nikolaus Harnoncourt, Tölzer Knabenchor, Concentus Musicus Wien, solista del Tölzer Knabenchor, Paul Esswood, Kurt Equiluz, Ruud van der Meer (Teldec)
- 1980 – Die Bach Kantate Vol. 60. Helmuth Rilling, Gächinger Kantorei, Bach-Collegium Stuttgart, Inga Nielsen, Helen Watts, Aldo Baldin, Philippe Huttenlocher (Hänssler)
- 1992 – J.S. Bach: Adventskantaten. John Eliot Gardiner, Monteverdi Choir, English Baroque Soloists, Nancy Argenta, Petra Lang, Anthony Rolfe Johnson, Olaf Bär (Archiv Produktion)
- 1996 – J.S. Bach: Advent Cantatas. Philippe Herreweghe, Collegium Vocale Gent, Sibylla Rubens, Sarah Connolly, Christoph Prégardien, Peter Kooy (Harmonia Mundi France)
- 1999 – Bach Edition Vol. 12: Cantatas Vol. 6. Pieter Jan Leusink, Holland Boys Choir, Netherlands Bach Collegium, Ruth Holton, Sytse Buwalda, Knut Schoch, Bas Ramselaar (Brilliant Classics)
- 2000 – J.S. Bach: Complete Cantatas Vol. 13. Ton Koopman, Amsterdam Baroque Orchestra & Choir, Deborah York, Franziska Gottwald, Paul Agnew, Klaus Mertens (Antoine Marchand)
- 2004 – J.S. Bach: Cantatas Vol. 28. Masaaki Suzuki, Bach Collegium Japan, Yukari Nonoshita, Robin Blaze, Makoto Sakurada, Peter Kooy (BIS)
- 2008 – J.S. Bach: Cantatas for the Complete Liturgical Year Vol. 9. Sigiswald Kuijken, La Petite Bande, Gerlinde Sämann, Petra Noskaiová, Christoph Genz, Jan van der Crabben (Accent)